# Rodolfo Carbone
Rodolfo Carbone (São Paulo, 2 november 1928 – aldaar, 25 mei 2008) was een Braziliaanse voetballer. 

## Biografie
Carbone begon zijn carrière bij  Juventus, een kleinere club uit São Paulo. In 1950 maakte hij de overstap naar Corinthians, waar hij speelde met grote namen als Cláudio,Luizinho en Baltazar. Met de club won hij drie keer het Campeonato Paulista, drie keer het Torneio Rio-São Paulo en in 1953 de Pequeña Copa del Mundo, de voorloper op de wereldbeker en in 1955 het Torneio Internacional Charles Miller. In 1957 trok hij naar Botafogo uit Ribeirão Preto. Hij beëindigde zijn carrière bij Juventus, waar ze ook begonnen was.
Hij overleed op 25 mei 2008 aan een hartinfarct. 